# Немзер, Андрей Семёнович
Андре́й Семёнович Не́мзер (10 июня 1957, Москва — 9 декабря 2023, Москва) — советский и российский историк литературы и литературный критик, литературовед, педагог. Литературный обозреватель и редактор ряда изданий. Профессор Высшей школы экономики. Лауреат премии Правительства Российской Федерации в области культуры (2015).

## Биография
Родился 10 июня 1957 года, вырос в Москве. Учился в физико-математической школе № 444.
Окончил филологический факультет Московского государственного университета им. М.В.Ломоносова, кафедра истории русской литературы, квалификация "Филолог-русист. Преподаватель со знанием иностранного языка" (1979). Кандидат филологических наук (1983, диссертация «Литературная позиция В. А. Соллогуба, 1830—1840-е гг.»). 
Работал заведующим отделом критики журнала «Литературное обозрение» (1983—1990), обозревателем и редактором в «Независимой газете» (1991—1992), газетах «Сегодня» (1993—1996), «Время МН» (1998—2000), «Время новостей» (2000—2010), «Московские новости» (2011—2012). 
Преподавал в Московском полиграфическом институте (1983—1985), Российской академии театрального искусства — ГИТИС (1991—2003).
С 2002 — профессор Высшей школы экономики, преподавал сначала на Отделении деловой и политической журналистики, затем (с 2011 года) — в филологических подразделениях университета (сменивших несколько названий и реорганизаций). Преподавал в ВШЭ такие курсы, как "Система российской словесности", "Система западной словесности", "История и теория литературы", "Ключевые тексты русской литературы", "Литература и политическая социальная история", "Понятие о литературном каноне" и другие. Десять раз, с 2011 по 2021 год, избирался студентами ВШЭ «лучшим преподавателем». В 2011—2014 годах был заместителем декана факультета филологии ВШЭ по научной работе.
Печататься начал с 1979 года. Статьи, рецензии, обзоры, помимо газет, публиковал в журналах «Литературное обозрение» (1989, № 6, 10-12; 1990, № 1, 6, 12; 1991, № 2), «Новый мир» (1987, № 10; 1988, № 4; 1991, № 5; 1998, № 1, 5, 10; 2001, № 1), «Знамя» (1993, № 12; 1994, № 1, 6; 1999, № 5, 8; 2000, № 2; 2001, № 1; 2002, № 7), «Дружба народов» (1996, № 10), «Октябрь» (1991, № 1), «Волга» (1999, № 6) «Отечественные записки» (2002, № 1), «Вопросы литературы» и др.
Под редакцией Андрея Немзера издавался альманах «Солженицынские тетради», в котором публикуются тексты черновиков, альтернативные варианты произведений и прочие материалы, не вошедшие в Полное собрание сочинений Солженицына.
Состоял в Союзе российских писателей. Был членом Букеровского комитета (1995—2000), входил в жюри Литературной премии Аполлона Григорьева и был его председателем (2002), входил в жюри Национальной литературной премии «Большая книга», премии "Русский Букер" (2000), премии имени Юрия Казакова (2000). Академик-учредитель (1997) и вице-президент (1997—1998 и с 2001 года) Академии русской современной словесности.
Скончался в Москве 9 декабря 2023 года на 67-м году жизни от онкологического заболевания. Прах захоронен на Введенском кладбище.

## Научная и творческая деятельность

### Литературная критика
В статьях и рецензиях Немзера рассматривается творчество писателей старшего поколения:
- Георгий Владимов,
- Леонид Зорин,
- Семён Липкин,
- Инна Лиснянская,
- Владимир Маканин,
- Александр Солженицын,

а также произведения тех авторов, которые обрели известность в последнее время (в 1990-е годы):
- Марина Вишневецкая,
- Андрей Дмитриев,
- Тимур Кибиров,
- Олег Павлов,
- Вера Павлова,
- Алексей Слаповский,
- Сергей Солоух,
- Михаил Успенский;

и пользуются особой популярностью в новейшее время:
- Татьяна Толстая,
- Борис Акунин,
- Виктор Пелевин,
- Владимир Сорокин,
- Михаил Шишкин.

Автор сборников литературно-критических статей, рецензий на наиболее приметные книги и журнальные публикации, полемических заметок, обзоров современной русской литературы:
- «Литературное сегодня. О русской прозе 90-х» (Москва: «НЛО», 1998),
- «Замечательное десятилетие русской литературы» (Москва: Захаров, 2003),
- «Дневник читателя. Русская литература в 2003 году» (Москва: Время, 2004)
- и других.

### История литературы
Первая крупная работа «„Сии чудесные виденья…“: время и баллады В. А. Жуковского» включена в совместную с А. Л. Зориным и Н. Н. Зубковым книгу «Свой подвиг совершив…» (М.: Книга, 1987; в сер. «Судьбы книг») о наследии русских поэтов предпушкинского периода:
- Г. Р. Державина,
- В. А. Жуковского,
- К. Н. Батюшкова.

Историко-литературные работы посвящены творчеству:
- Г. Р. Державина,
- Н. М. Карамзина,
- Е. А. Баратынского,
- П. А. Вяземского,
- А. А. Дельвига;

стихотворениям и поэмам:
- Давида Самойлова,
- поэзии Германа Плисецкого,
- поэзии А. К. Толстого и его роману «Князь Серебряный»,
- поэтическому наследию С. И. Липкина,
- лермонтоведческим трудам В. Э. Вацуро.

Немзер писал также о:

| - Белинском, - Гиппиус, | - Бунине, - Цветаевой, | - Маяковском - и других русских писателях и поэтах XVIII—XX веков. |

Литературоведческие работы и статьи о классиках-юбилярах собраны в книги «Памятные даты. От Гаврилы Державина до Юрия Давыдова» (М.: Время, 2002) и другие издания.
Составитель, автор предисловий и комментариев сборников произведений:
- В. А. Соллогуба (М., 1982, 1983, 1986),
- Н. В. Гоголя (1985),
- Н. А. Некрасова (М., 1985),
- В. Ф. Одоевского (М., 1988),
- М. Ю. Лермонтова (М., 1989),
- П. А. Вяземского (М., 1990),
- К. Н. Батюшкова (М., 1991),
- а также антологии «Русская романтическая поэма» (М., 1985),
- «Декабристы» (М., 1987),
- «Мемуары декабристов» (М., 1988; в сер. «Литературные воспоминания»),
- «Русская романтическая новелла»(М., 1989);
- «Русская поэзия. 1801—1812» (М., 1989),
- «Русская поэзия. 1813—1825» (М., 1990),
- «Русская поэзия. 1826—1836» (М., 1991),
- «Державин. Карамзин. Жуковский: Стихотворения. Повести. Публицистика» (М., 1997),
- «Золотой век: Поэты пушкинской поры» (М., 1998, 2003).

## Семья
Дочь — Анна Немзер (род. 19 мая 1980, Москва) — российский журналист, публицист, писатель, режиссер-документалист, сооснователь Архива российских независимых медиа (RIMA).
Дочь — Мария Немзер (род. 17 сентября 1991); в 2016 году была объявлена СК РФ подозреваемой в совершении развратных действий, заочно арестована и объявлена в международный розыск в связи с событиями в московской 57 школе.

## Книги
- Немзер А. Литературное сегодня. О русской прозе. 90-е. — Москва: Новое литературное обозрение, 1998. — 432 с. — (Диалоги о культуре). — 4000 экз. — ISBN 5-86793-034-3.
- Немзер А. Памятные даты. От Гаврилы Державина до Юрия Давыдова. — Москва: Время, 2002. — 512 с. — (Диалоги о культуре). — 3000 экз. — ISBN 5-94117-094-7.
- А. Замечательное десятилетие русской литературы. — Москва: Захаров, 2003. — 608 с. — (Диалоги о культуре). — 3000 экз. — ISBN 5-8159-0319-1.
- Немзер А. Дневник читателя. Русская литература в 2003 году. — Москва: Время, 2004. — 331 с. — (Диалог). — 1500 экз. — ISBN 5-94117-112-9..
- Немзер А. Дневник читателя. Русская литература в 2004 году. — Москва: Время, 2005. — 336 с. — (Диалог). — 1000 экз. — ISBN 5-9691-0042-0.
- Немзер А. Дневник читателя. Русская литература в 2005 году. — Москва: Время, 2006. — 432 с. — (Диалог). — 1000 экз. — ISBN 5-9691-0126-5.
- Немзер А. Дневник читателя. Русская литература в 2006 году. — Москва: Время, 2007. — 320 с. — (Литературоведение. Критика). — 1500 экз. — ISBN 978-5-9691-0207-1.
- Немзер А. Дневник читателя. Русская литература в 2007 году. — Москва: Время, 2008. — 544 с. — (Литературоведение. Критика). — 1500 экз. — ISBN 978-5-9691-0322-1.
- Немзер А. "Красное колесо" А. Солженицына: Опыт прочтения. — Москва: Время, 2011. — 368 с. — (Литературоведение. Критика). — ISBN 978-5-9691-0505-6.
- Немзер А. При свете Жуковского: Очерки истории русской литературы. — Москва: Время, 2013. — 896 с. — (Литературоведение. Критика). — 1500 экз. — ISBN 978-5-9691-0839-4.
- Немзер А. Проза Александра Солженицына. Опыт прочтения. — Москва: Время, 2019. — 640 с. — (Литературоведение. Критика). — 1000 экз. — ISBN 978-5-9691-1803-4.
- Немзер А. "Мне выпало счастье быть русским поэтом...". Пять стихотворений Давида Самойлова. - Москва: Время, 2020. - 320 с. -  (Диалог). - ISBN 978-5-9691-2007-5

Автор свыше 1000 публикаций.